# Pediobius fastigatus
Pediobius fastigatus är en stekelart som beskrevs av Kamijo 1983. Pediobius fastigatus ingår i släktet Pediobius och familjen finglanssteklar. Inga underarter finns listade i Catalogue of Life.